# Flechette
Um flechette é um projétil de aço pontiagudo, com uma cauda feita para voo estável. O nome vem do francês fléchette, "pequena flecha" ou "dardo", e às vezes mantém o acento agudo em Inglês: fléchette.

## Flechettes jogados de aeronaves
Na Primeira Guerra Mundial os flechettes foram amplamente usados, sendo jogados das aeronaves para atacar a infantaria. Esses projéteis possuíam cerca de 10 centímetros de comprimento e pesavam cerca de 50 gramas. Poderiam ser jogados de aviões ou Zeppelins sobre as trincheiras inimigas ou os aeroportos, e o projétil adquiria tanta força cinética capaz de perfurar capacetes, e as vezes até o crânio dos alvos.
Posteriormente os EUA usaram bombas Lazy Dog, pequenos projéteis cinéticos não guiados, normalmente com 4mm de diâmetro e 13mm de comprimento, e que pesavam cerca de 20 gramas.[carece de fontes?] Elas não possuíam uma carga explosiva, mas enquanto caíam adquiria uma energia cinética significante,[carece de fontes?] fazendo-as letais e permitindo penetrar coberturas leves como copas de arvores na selva, vários centímetros de areia, ou mesmo uma armadura leve.[carece de fontes?] As munições Lazy Dog eram simples e baratas; elas podiam ser jogadas em grandes números de uma única vez.[carece de fontes?] Apesar de seu efeito ser não menos terrível e indiscriminante que outros projéteis, elas não deixavam resíduos explosivos que poderiam ser ativados anos após o fim do conflito. Projéteis Lazy Dog foram usados especialmente durante as guerras do Vietnam e da Coreia.

## Munições para armas pequenas

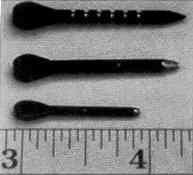
Exemplos de vários flechettes de armas pequenas. (Escala em polegadas.)

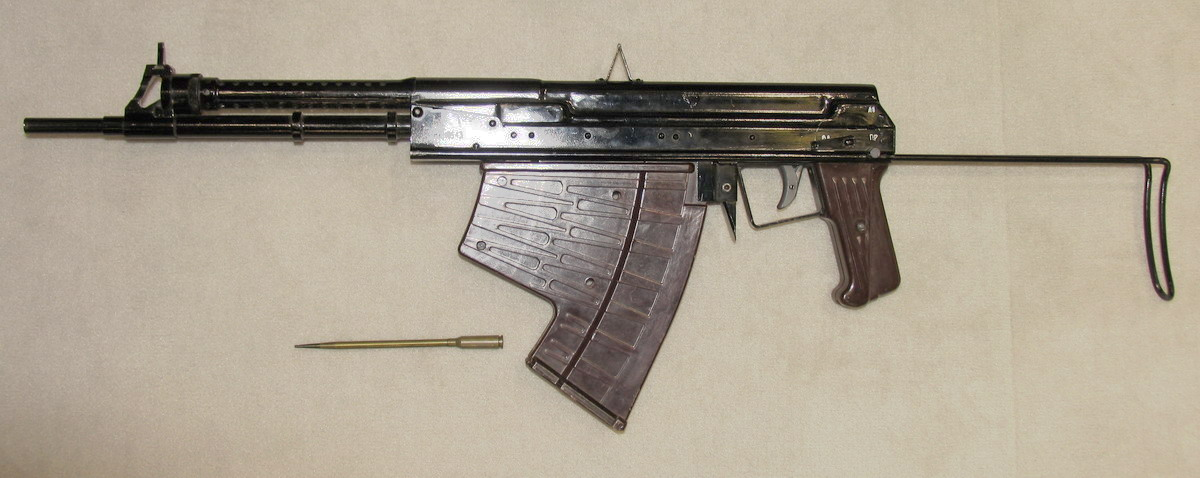
Rifle anfíbio APS

Fabricantes de armas pequenas são atraídos pelo desempenho balístico exterior e potencial de perfuração de armadura das flechettes. Um número de tentativas foram feitos para flechettes disparadas em campo por armas pequenas.
O trabalho na Universidade Johns Hopkins na década de 1950 levou ao desenvolvimento do agente biológico químico antipessoal de injeção direta (DIACBA; em inglês), onde flechettes foram ranhurados, pontiagudos ocos, ou de outra forma moído para reter uma quantidade de agente biológico de guerra para ser entregue através de uma ferida balística. O trabalho inicial foi com o agente nervoso Vx, que teve de ser engrossado para entregar uma dose confiável. Eventualmente, este foi substituído por um carbamato em partículas. O Programa Biológico dos EUA também tinha um microflechette para administrar toxina botulínica A ou saxitoxina, o biodart M1, que se assemelhava a um cartucho de rifle de 7,62mm.
Várias armas de fogo subaquáticas foram experimentadas usando flechettes.
Durante a Guerra do Vietnã os Estados Unidos empregaram espingardas calibre 12 de combate que foram usados com cargas de flechette que consistiu em cerca de 20 flechettes por carga. A URSS/Federação Russa tinha o rifle AO-27, bem como o rifle anfíbio APS, e outros países têm suas próprias balas flechette.
Uma série de protótipos flechette disparados em armas foram desenvolvidas como parte do projeto de longo prazo Arma Individual de Finalidade Especial (SPIW; em inglês). Alguns destes apareceram também entrando no projeto de Combate Rifle Avançado (ACR)
Uma variação do flechette que aborda suas dificuldades é o SCMITR, desenvolvido como parte do projeto Close Assault Weapon System, ou CAWS. Espingardas de fogo seletivo foram usadas para disparar flechettes projetados para reter a balística exterior e penetração do flechette padrão, mas aumentando a capacidade de ferida através de um caminho mais largo de dano.

## Uso em massa e artilharia
Flechettes menores foram usados em cargas especiais de tiros de artilharia chamados "colmeias" (assim chamado para o zumbido de assobio muito distintivo feito por milhares de flechettes voando em baixo alcance em velocidades supersônicas) e destinados para uso contra tropas em aberto - uma carga balística embalada com flechettes foi disparado e desligado por um fusível de tempo mecânico, espalhando flechettes em um cone em expansão. Eles foram usados na Guerra do Vietnã por 105 mm baterias de obuses e tanques (canhões de 90 mm) para se defender contra ataques de infantaria. Havia também um tiro de flechette para o rifle M40 recoilless, que às vezes era empregado pela infantaria americana.
Artilharia mais pesada, incluindo obuses de 155 mm, obuses de 8 polegadas e canhões de 175 mm, não tinha um tiro flechette.
O foguete Hydra 70 de 70 mm atualmente em serviço com as forças armadas dos EUA pode ser equipado com uma ogiva antipessoal (APERS; em inglês) contendo 96 flechettes. Eles são transportados por helicópteros de ataque, como o AH-64 Apache e o AH-1 Cobra.
As Forças de Defesa de Israel foram acusadas de usar cargas de flechette de 105 e 120 mm durante a ocupação do sul do Líbano e mais tarde nas incursões de 2009 e 2014 na Faixa de Gaza. As Forças de Defesa de Israel criaram críticas por seu uso de flechettes disparados por tanques em áreas urbanas. Em 2008, um tanque israelense disparou uma rodada de flechettes contra o cinegrafista da Reuters Fadel Shana'a matando-o junto com dois civis adjacentes. Durante a invasão no conflito Israel-Gaza de 2014, numerosos grupos de direitos humanos documentaram o uso de munições de flechette pelas IDF e declararam que este uso era contra o direito internacional humanitário, devido à natureza imprecisa dos flechettes. De acordo com o Centro Palestino para os Direitos Humanos, tanques das IDF dispararam seis munições antipessoal na cidade de Khuz'a em 17 de julho, resultando no ferimento de uma mulher palestina.